# Attawapiskatfloden
Attawapiskatfloden är en flod i provinsen Ontario, i södra Kanada som flyter österut från Attawapiskatsjön och mynnar ut vid Jamesbukten. Floden är 748 kilometer lång.
Namnet härrör från algonkinspråkets chat-a-wa-pis-shkag.

## Bifloder
- Missisa River (höger)
- Muketei River (vänster)
- Streatfeild River (höger)
- North Channel (vänster)
- Attawapiskatsjön (källa)
  - Otoskwin River
  - Marten-Drinking River
  - Pineimuta River